# Boligmarkedet i Danmark
Boligmarkedet er i Danmark delt op i tre hovedformer: Ejer-, leje- og andelsboliger. 
Prisfastsættelsen på ejerboligmarkedet er fri, mens leje- og andelsboligmarkedet er kraftigt reguleret igennem lejeloven. Udbud og efterspørgsel påvirker derfor først og fremmest prisen på ejerboliger, som derfor kan svinge ganske betydeligt over tid og fra område til område.
Det danske ejerboligmarked har oplevet en periode med kraftige prisstigninger siden 1993. I slutningen af 2006 kom der tegn på at boligpriserne begyndte at stagnere. Antallet af udbudte boliger steg fra 20.000 til over 50.000 på ca. 6 måneder. Pr. februar 2012 er mængden af boliger på markedet steget til ca. 80.000. 